# Glypta fulvipes
Glypta fulvipes är en stekelart som beskrevs av Schiodte 1839. Glypta fulvipes ingår i släktet Glypta och familjen brokparasitsteklar. Inga underarter finns listade i Catalogue of Life.